# Ansgar Müller (Geologe)
Ansgar Müller (* 24. Juni 1936 in Leipzig) ist ein deutscher Geologe. Seine akademischen Verdienste liegen in der regionalgeologischen Aufklärung des Gebietes in Mitteldeutschland als wesentliche Grundlage für den Braunkohleabbau in der DDR. Müller ist Mitglied der Kommission Wissenschaft und Werte der Sächsischen Akademie der Wissenschaften zu Leipzig.

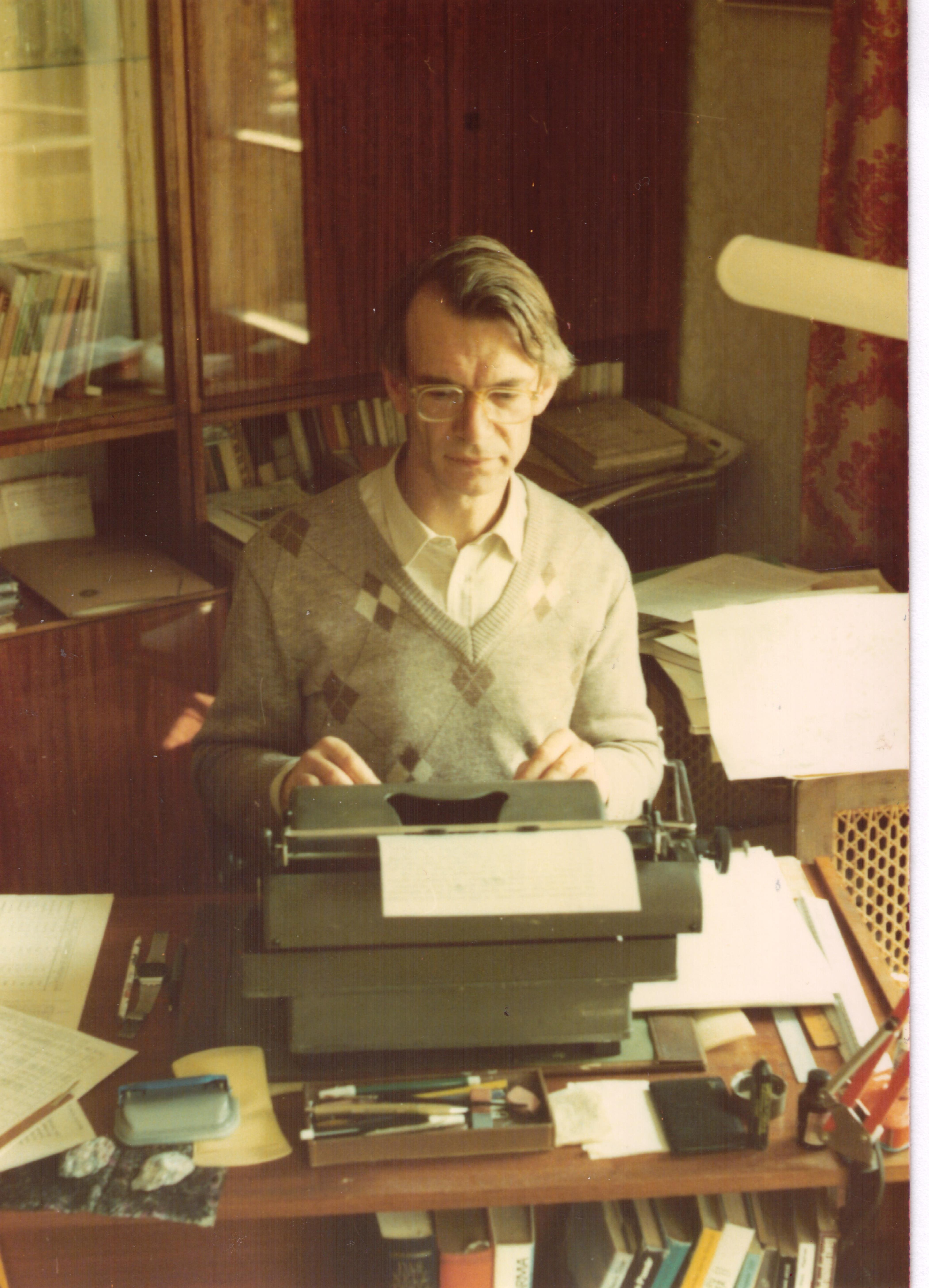
Ansgar Müller (1988)

## Berufliches Wirken
Von 1954 bis 1960 studierte er an der Martin-Luther-Universität Halle und schloss dort mit Diplom ab. 1988 wurde er an der Martin-Luther-Universität zum Thema „Das Quartär im mittleren Elbegebiet zwischen Riesa und Dessau“ promoviert, mit dem Abschluss der Promotion mit „Summa cum laude“.
Müllers wissenschaftliche Arbeit ist eng verknüpft mit der seines Kollegen Lothar Eißmann. Im Hinblick auf die wirtschaftliche Überlebensfähigkeit der DDR war die Sicherung einer eigenen Energieversorgung insbesondere nach der ersten Ölkrise von besonderer Bedeutung. Müller war bei seiner Arbeit für den „VEB Geologische Forschung und Erkundung Halle“ maßgeblich an den Aufschlüssen der Braunkohlelagerstätten in Mitteldeutschland beteiligt.

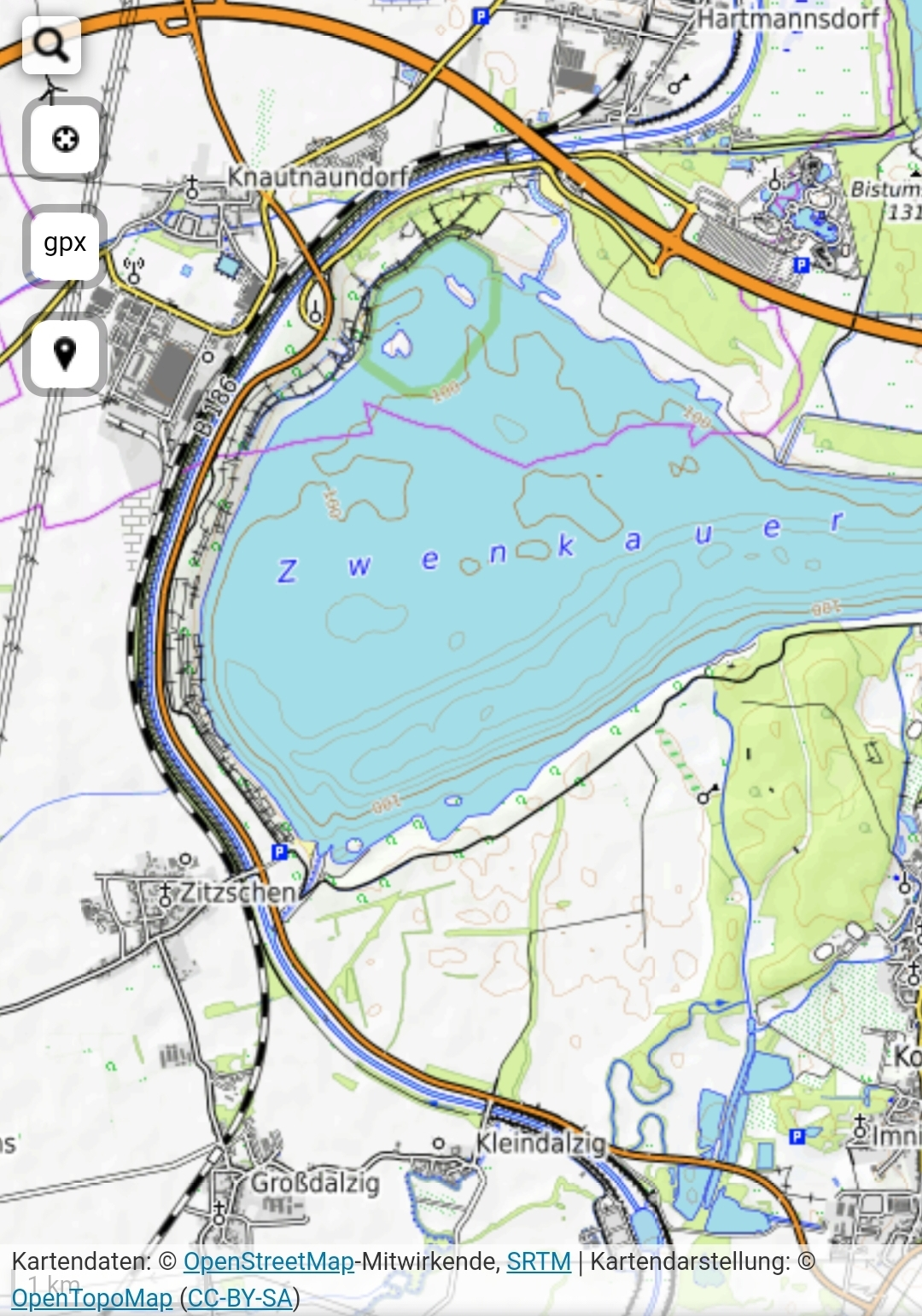
Weiße Elster (Ausschnitt)

Zudem hinterließ Müller mit der Umgestaltung des Markkleeberger Südraumes durch die Projektierung der Verlegung der Weißen Elster bei der Erschließung des Zwenkauer Tagebaus sichtbare Spuren.

## Politisches Engagement während der Wende
Während der Wende in der DDR engagierte sich Müller von 1989 bis 1990 öffentlich politisch. So war er ab Oktober 1989 Kontaktperson des Neuen Forums und in dieser Rolle beteiligt an der Besetzung des Staatssicherheitsgebäudes in Leipzig am 4. Dezember 1989.

## Wirken im Deutschen Alpenverein
Müller spielte zudem eine wesentliche Rolle bei der Wiedergründung der Sektion Leipzig des Deutschen Alpenvereins (DAV) am 29. Dezember 1989. Für sein jahrelanges Engagement im DAV bekam Müller 2019 die Ehrenplakette des Landessportbundes Sachsen.

## Schriften

### Wissenschaftliche Arbeiten
- Geologische Ergebnisse einiger neuer Bohrungen im Prätertiär von Leipzig und Umgebung. In: Geologie. Berlin. Band 13, Nr. 6/7, 1964, S. 668–681.

- L. Eissmann, P. Böhme, R. Fuhrmann, D. Händel, A. Müller: Exkursion II: Sand- und Kieslagerstätten in Nordwestsachsen. In: Kurzref. und Exk.-führer Deut. Ges. Geol. Wiss., Fachverb. Geol., vom 14.–16. Juni 1967. Deut. Ges. Geol. Wiss., Berlin 1967, S. 38–52.

- Zur Stratigraphie und Fazies des Michaelsteiner „Hauptquarzit“-Zuges und der Hüttenröder Schichten bei Blankenburg (Harz). In: Hercynia. Leipzig. Band 5, Nr. 3, 1968, S. 233–250.

- F. Präger, D. Steding, R. Schmidt, A. Müller: Das Quartär nördlich von Dresden im Raum von Ottendorf-Okrilla. Ortrand, Stauch und Streumen. In: D. Steding: Das Quartär zwischen Bautzen. Dresden und Großenhain. Exk.-führer Treffen Sektion Quartärgeologie 4.–6. Oktober 1970 in Dresden. Deut. Ges. geol. Wiss., Berlin, Hrsg. 1970, S. 40–57.

- Beitrag zum Quartär des Elbegebiets zwischen Riesa und Wittenberg unter besonderer Berücksichtigung der Elbtalwanne. In: Z. geol. Wiss. Berlin. Band 1, Nr. 9, 1973, S. 1105–1122.

- A. Müller, J. Buchwald: Bedeutung des Quartärs im südlichen und mittleren Teil der DDR bei der Erforschung und Erkundung von Baumaterialrohstoffen. In: Thesen und Kurzref. 21. Jahrestagung. Ges. Geol. Wiss. DDR, Berlin, Hrsg. 1974, S. 12–13.

- K. Erd, A. Müller: Die Pleistozänprofile Prellheide und Wildschütz, Bezirk Leipzig, mit vollständigem Holstein-Interglazial. In: Z. geol. Wiss. Berlin. Band 5, Nr. 6, 1977, S. 745–765.

- L. Eissmann, A. Müller: Leitlinien der Quartärentwicklung im Norddeutschen Tiefland. Ein strati- graphisch-fazieller Schnitt vom Mittelgebirgsrand zur Küste. In: Z. geol. Wiss. Berlin. Band 7, Nr. 4, 1979, S. 451–462.

- Folgende Beiträge im Sammelband: H. Gerstenberger (Hrsg.): Contributions to the Geology of the Saxonian Granulite Massif (Sächsisches Granulitgebirge). In: Zfl-Mitt. (Hrsg.: Zentralinst. Isotopen- u. Strahlenforsch. Leipzig d. Akad. Wiss. DDR), Leipzig. Band 133, 1987.

- - A. Müller, G. Stiehl, U. Wand: The Granulitgebirge in Saxony (G.D.R.). State of geological investigations. In: Zfl-Mitt. Leipzig 133 (1987) 9–33 [9b] Müller, A.: Sampling in the Sächsisches Granulitgebirge for the investigations reported in this volume. In: Zfl-Mitt. Leipzig. Band 133, 1987, S. 35–42.

- - A. Müller, G. Stiehl, T. Böttger, H.-K. Bothe, O. Gebhardt, M. Geisler, D. Haendel, H.-M. Nitzsche, E. Schmädicke: Geochemical, stable isotope and petrographic investigations of granulites, pyriclasites and metagranulitic rocks of the Sächsisches Granulitgebirge. In: Zfl-Mitt. Leipzig. Band 13, 1987, S. 145–205.

- - T. Böttger, A. Müller, H.-M. Nitzsche, B. G. Pokrovsky, G. Stiehl: Stable isotope and geochemical studies of ultrabasic rocks from the Sächsisches Granulitgebirge. In: Zfl-Mitt. Leipzig. Band 133, 1987, S. 207–214.

- - A. Müller, T. Böttger, M. Geisler, G. Stiehl: Major and trace element distributions in the cordierite gneisses and the garnet sillimanite fels of the Sächsisches Granulitgebirge. In: Zfl-Mitt. Leipzig. Band 133, 1987, S. 215–220.

- - H. Gerstenberger, G. Stiehl, V. I. Vinogradov, A. Müller, U. Wand: Isotope geochronological, isotope and elemental geochemical investigations of the Sächsisches Granulitgebirge: A synopsis of the results. In: Zfl-Mitt. Leipzig. Band 133, 1987, S. 353–368.

- A. Müller: Bau und Geschichte der Elbtal-Glazialwanne im Gebiet Torgau-Wittenberg, ein Beitrag zu Stratigraphie und Prozessen im mittleren Pleistozän von Mitteleuropa. In: L. Eissmann, R. Wimmer (Hrsg.): Exk.-fuhrer „Das Quartär des Saale-Elbe-Raums und seine Bedeutung für die mitteleuropäische Quartärforschung“. Vortrags- u. Exk.-Veranstaltung vom 5. bis 7. April 1988 in Leipzig. Hrsg. Ges. geol. Wiss. DDR, Berlin 1988, S. 17–20.

- A. Müller, R. Ortmann, L. Eissmann: Die Schwerminerale im fluviatilen Quartär des mittleren Saale-Elbe-Gebietes. Ein Beitrag zur mitteleuropäischen Flußgeschichte. In: Altenburger nat.-wiss. Forsch. Altenburg. Band 4, 1988.

- A. Müller: Das Quartär im mittleren Elbegebiet zwischen Riesa und Dessau. Diss. Univ. Halle 1988.

- R. Trettin, A. Hiller, W. Kurze, W. Richter, A. Müller, J. Tesch: Complex isotope investigations of groundwater from a lignite basin originated by halokinetics in the Berlin Glacial Valley. In: Proc. of the Fifth Working Meeting „Isotopes in Nature“ Leipzig 25–29 Sept. 1989. Leipzig 1990, S. 519–530.

- A. Müller, L. Eissmann: Die geologischen Bedingungen der Bergbaufolgelandschaft im Raum Leipzig. In: C. Hansel (Hrsg.): Umweltgestaltung in der Bergbaulandschaft. - Abh. Sächs. Akad. Wiss. Leipzig. Math.-nat. Kl. Band 57, Nr. 3, Berlin 1991, S. 39–44.

- Zum Gedenken an Rudolf Hohl. In: Mauritiana. Altenburg. Band 14, Nr. 3, 1993, S. 161–164.

- A. Müller, L. Eissmann, C. Hansel: Exkursionsbericht Paläoklimatologische Exkursion der Deutschen Meteorologischen Gesellschaft, Zweigverein Leipzig, und der Sächsischen Akademie der Wissenschaften zu Leipzig, in die Braunkohlentagebaue Delitzsch-Südwest und Zwenkau, am 19. Mai 1993. In: Mitt. Deut. Meteorolog. Ges. Nr. 3, 1993, S. 2–4.

- A. Müller, C. Hanisch, L. Zerling: Schwermetalle im Gewässersystem der Pleiße im westlichen Sachsen. In: DVGW Schr.-reihe Wasser. Nr. 109, Eschborn 1993, S. 139–154.

- C. Hansel, A. Müller: Schadstoffdynamik in Einzugsgebieten. In: Die Sächsische Akademie der Wissenschaften zu Leipzig und ihre Arbeitsvorhaben. Sächs. Akad. Wiss. Leipzig, Hrsg. 1993, S. 8–9.

- K. Dittrich, M. Lohse, A. Müller, C. Hanisch, L. Zerling: Untersuchungen zur Anwendbarkeit der ICP-MS für die Wasser- und Sedimentanalytik belasteter sächsischer Flüsse. In: K. Dittrich, B. Welz (Hrsg.): CANAS ’93 - Colloquium Analytische Atomspektroskopie, Oberhof 15.–19. März 1993. Univ. Leipzig und UFZ-Umweltforschungszentrum Leipzig-Halle 1993, S. 845–852.

### Deutscher Alpenverein
- Zur Geschichte der Leipziger Alpenvereinssektionen bis 1945 - Ein Beitrag zum 150jährigen Jubiläum der Sektion Leipzig des Deutschen Alpenvereins